# Kuss

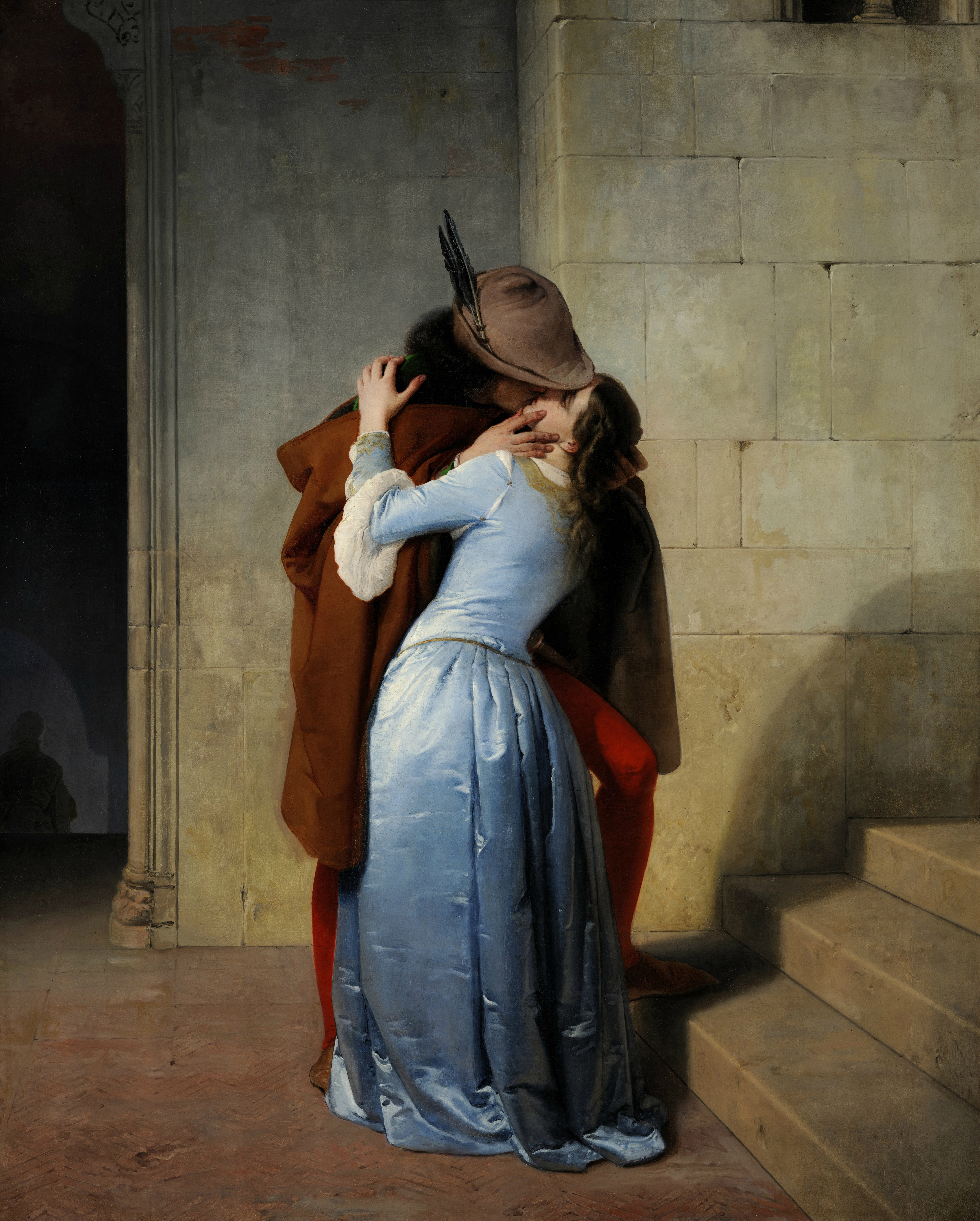
Der Kuss (Ölgemälde von Francesco Hayez, 1859), Pinacoteca di Brera, Mailand

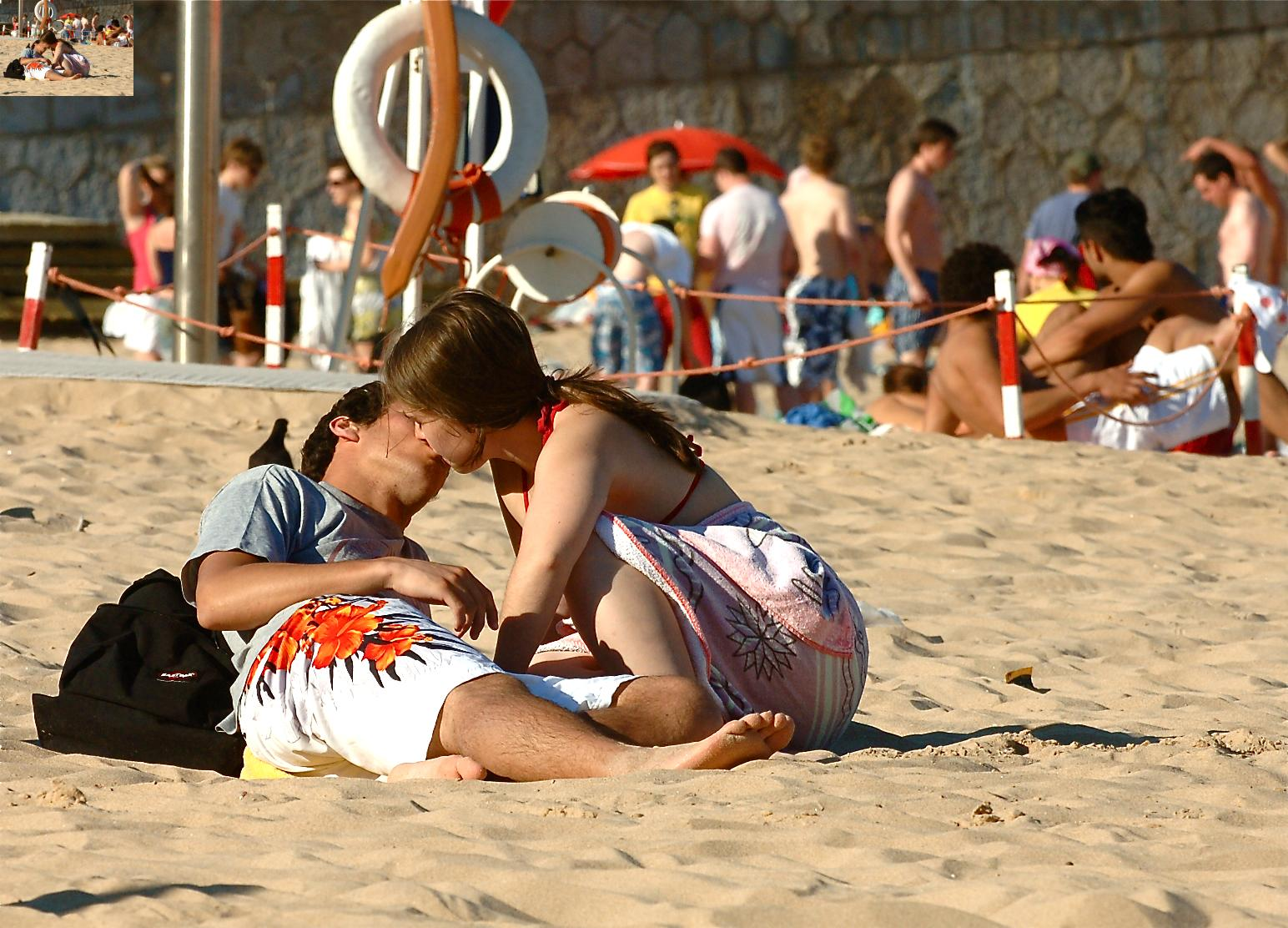
Ein Paar küsst sich am Strand.

Der Kuss ist ein meist mit dem Mund, selten auch der Nase, ausgeführter ritueller Körperkontakt mit einem Lebewesen oder einem Objekt. Seine Bedeutung ist kulturell und kontextuell sehr unterschiedlich und kann als Ausdruck von Liebe, Freundschaft, Ehrerbietung oder Unterwerfung verstanden werden.
Die wissenschaftliche Erforschung des Kusses nennt man Philematologie (von griechisch φίλημα phílēma „Kuss“).

## Geschichte
Das Küssen ist eine Kulturpraxis, die nicht überall verbreitet ist. Eine weltweit durchgeführte Studie kam zu dem Ergebnis, dass von 168 Kulturen nur bei 46 % das Küssen verbreitet ist und bei einigen sogar als „eklig“ empfunden wird.
Die älteste Darstellung eines Kusses ist rund 11000 Jahre alt und stammt aus der Levante. Es handelt sich um eine Kalzit-Skulptur, auf der ein Paar mit sich berührenden Lippen beim Geschlechtsverkehr dargestellt wurde. Verwahrort ist das British Museum in London.

### Entstehungstheorien
Viele Tiere nehmen Kontakt im Kopfbereich auf, um durch die im Bereich des Mundes vorhandenen Geruchs-, Geschmacks- und Tastsinne möglicherweise Informationen aufzunehmen, die für Partnerwahl oder andere soziale Interaktion wesentlich sein könnten. Bei vielen Tieren, aber auch einigen noch ursprünglich lebenden Völkern wird von Müttern zudem vorgekaute Nahrung von Mund zu Mund an ihre Kinder weitergegeben. Manche Forscher sehen dies als den biologischen Ursprung des Küssens an. Gegen die Annahme, der romantisch-sexuelle Kuss sei eine angeborene, universelle menschliche Eigenheit, wurde jedoch eingewandt, dass keineswegs in allen Kulturen und von allen Ethnien geküsst wird.
Einige Forscher gehen davon aus, dass sich das Küssen zuerst in einigen höheren Gesellschaftsschichten etablierte und sich von dort als Statusverhalten nach unten verbreitet hat.

### Der Kuss in der Antike
Der griechische Begriff φίλημα ist abgeleitet vom Verb phileīn (altgriechisch φιλεῖν ‚lieben‘). Es hat im Griechischen also ursprünglich kein eigenes Wort für den Kuss gegeben.
In der Literatur der Antike ist bei Homer der Kuss als Zeichen starker Empfindung beim Abschied, bei der Begrüßung und der Bitte belegt, aber noch nicht auf den Mund. Der Liebeskuss ist erst später bezeugt, beispielsweise bei Aristophanes.

### Der Kuss im Christentum

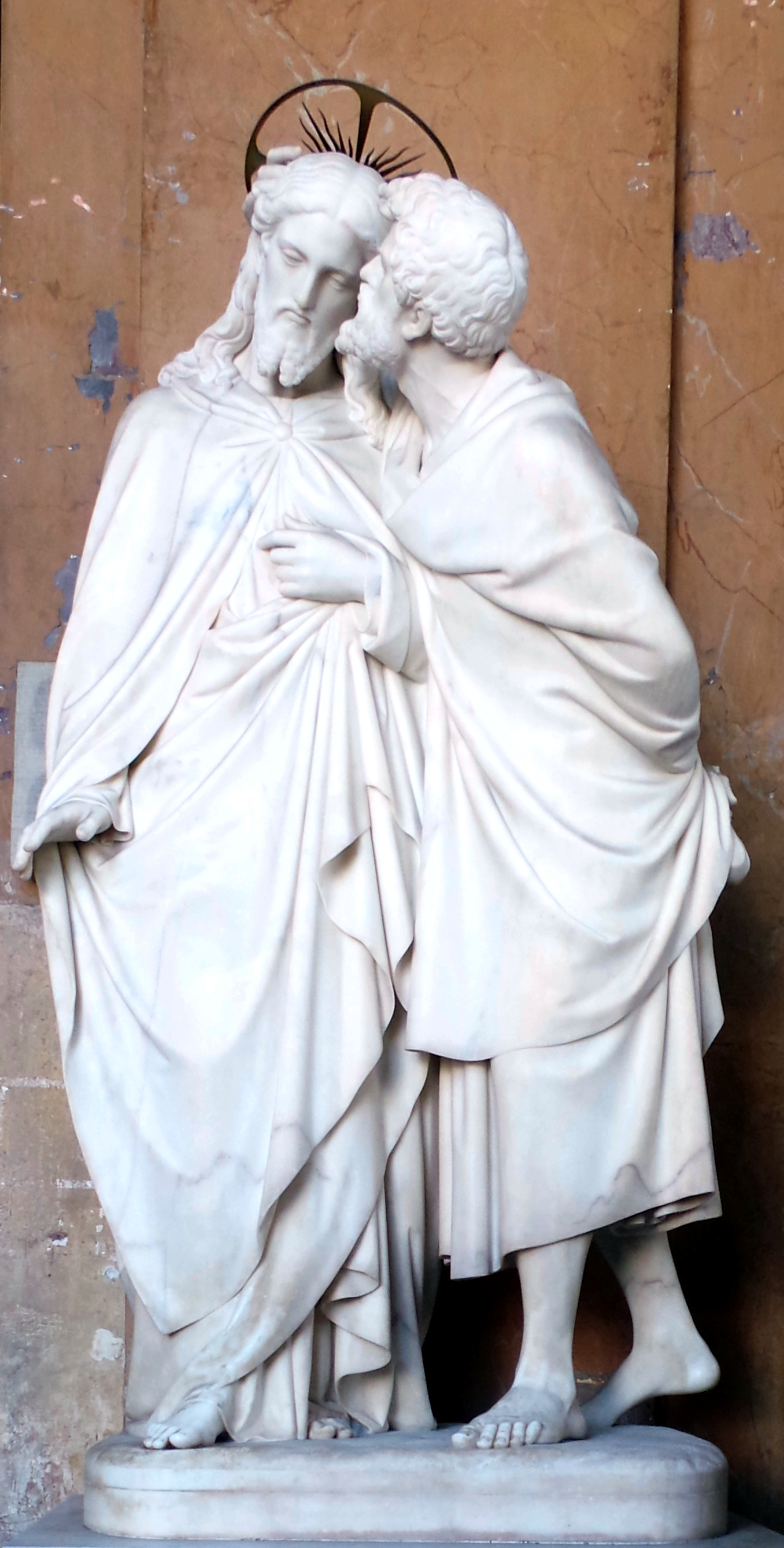
„Mit einem Kuss verrätst du den Menschensohn“, Skulptur Jesu und des Judas in der Scala Santa von Ignazio Jacometti (1852)

Die alte christliche Kirche kannte den Friedenskuss als Zeichen einer vollständigen Versöhnung. Ivan Illich beschreibt die frühchristliche Praxis: „Diese Menschen kamen zu einer Feier zusammen, die zwei Höhepunkte hatte: einer war die conspiratio (…) mit der Bedeutung von spiritus, Geist, der höchsten Form der Innerlichkeit. Diese conspiratio kam im Mund-zu-Mund-Kuss, dem osculum zum Ausdruck. (…) Das osculum benutzte man [im Römischen Reich] nur als Rechtsmittel. (…) Die Christen übernahmen die Symbolik als Zeichen, dass jeder der Anwesenden um den Esstisch von seinem eigenen Geist, vom Heiligen Geist, der allen gemeinsam war, einen Beitrag dazu leistete, eine spirituelle Gemeinschaft zu schaffen, eine Gemeinschaft aus einem Geist. Dann setzten sie sich hin und teilten miteinander das Mahl. Dieser einfache Esstisch war die zentrale liturgische Zeremonie, bei der die ecclesia, das Zusammenrufen – das bedeutet das Wort – Leib und Seele bekam. (…) Im 4. Jahrhundert (…) war eine körperliche Berührung dieser seltsamen Art bereits suspekt, und man änderte ihren Namen in osculum pacis und schließlich in pax allein.“
In den orthodoxen Ostkirchen ist noch heute der Osterkuss üblich.

#### Judaskuss oder Todeskuss
Nach Mt 26,48ff  verriet der von Jesus von Nazaret berufene Apostel Judas Iskariot diesen an die von den Hohenpriestern ausgesandte Truppe mit einem Kuss, der als Erkennungszeichen vorher verabredet worden war. Daher bezeichnet man heute einen geheuchelten Kuss oder eine andere derartige Geste, hinter der sich statt Freundschaft Feindschaft und böse Absicht verbergen, als „Judaskuss“ oder „Todeskuss“.
Dies spiegelt sich wider in Kriminalfilmen und Erzählungen mit Mafia-Hintergrund, in denen ein Kuss als Todesdrohung verwendet wird, siehe Der Todeskuß, Kiss of Death und Der Pate.

### Mittelalter
Im Mittelalter hatte der Kuss große Bedeutung: Er besiegelte die Abhängigkeit zwischen Lehnsherren und Untergebenem. Auch der Verlobungskuss hatte damals rechtlich bindende Wirkung.
Auch der Zungenkuss war im Mittelalter bekannt, allerdings handelte es sich „im Mittelalter nur [um] eine seltene Form des Liebesspiels“. Der Zungenkuss war zudem „für die meisten Christen negativ konnotiert, einerseits durch die kirchliche Einstellung zur sexuellen Lust an sich tabuisiert, andererseits mit dem Verhalten von Ehebrecherinnen und Dirnen assoziiert und schließlich sogar als ketzerisch gebrandmarkt“.

## Kussarten

### Küsschen
Als Küsschen oder Busserl (Bussi) bezeichnet man einen Kuss mit fast geschlossenen Lippen auf die Wangen oder auch Lippen des Gegenübers. Wird er auf die Wange oder auch nur mit dem seitlichen Mundrand an die Wange gegeben, kann er auch Wangenkuss, Wangenküsschen oder – besonders wenn er nur angedeutet ist – Akkolade heißen. Bei Küsschen auf den Mund werden die Lippen etwas nach außen gewölbt, um eine größere Lippenfläche für den Kusspartner bereitzustellen. Oft werden solche Küsse auch unter engen Freunden und Verwandten praktiziert, auch als „Gutenachtkuss“.

### Stirnkuss
Beim Stirnkuss wird sanft und manchmal – in Eile bei einer Verabschiedung – flüchtig auf die Stirn geküsst, beides aber nur bei Menschen, die der küssenden Person nahestehen, also denen sie sich besonders zugeneigt fühlt. Er gilt normalerweise als Zeichen der Zuneigung, des Respekts und der Verbundenheit. Er soll oftmals und kann daher besonders Geborgenheit für die geküsste Person vermitteln.

### Luftkuss

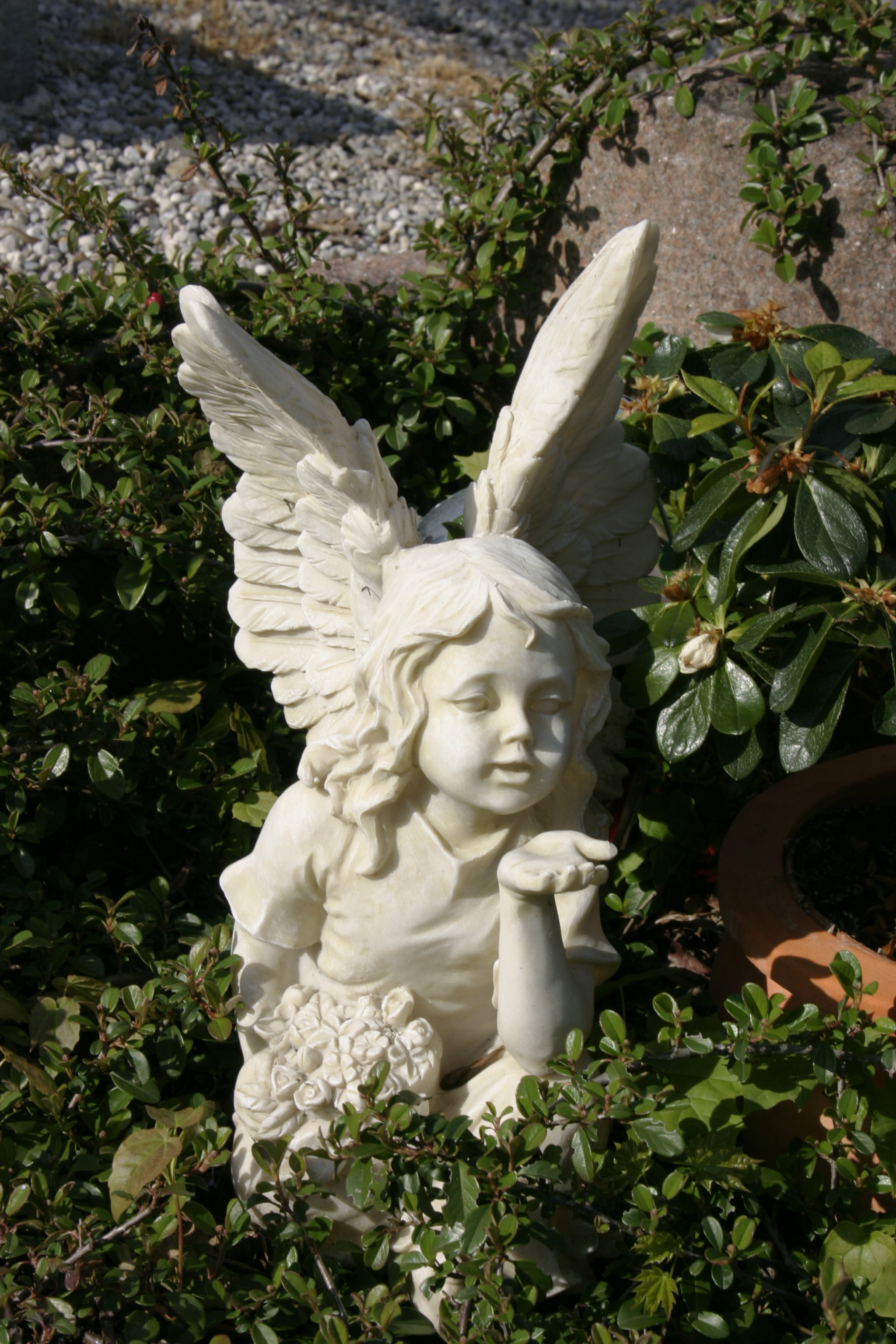
Luftkuss

Symbolisch angedeutet überbrückt der Luftkuss von den Lippen über die Handfläche gehaucht größere Distanzen. Hierbei wird zuerst in die Handinnenfläche geküsst. Danach wird diese nach oben gehalten und der „Kuss“ in Richtung des zu Küssenden gepustet. Diese Geste wird oft zwischen Freunden und Verwandten verwendet.

### Nippen
Beim Nippen werden die Lippen beim Beenden des Kusses nicht vollständig geschlossen. Stattdessen wird der Mund etwas offen gelassen, um beim Trennen der Lippen die Oberlippe oder Unterlippe des Partners mit den eigenen Lippen – eventuell auch mit sanftem Einsatz der Zähne – zu fangen und kurz zu halten. Hierbei handelt es sich um einen spielerischen Abschluss des Kusses.

### Zungenkuss

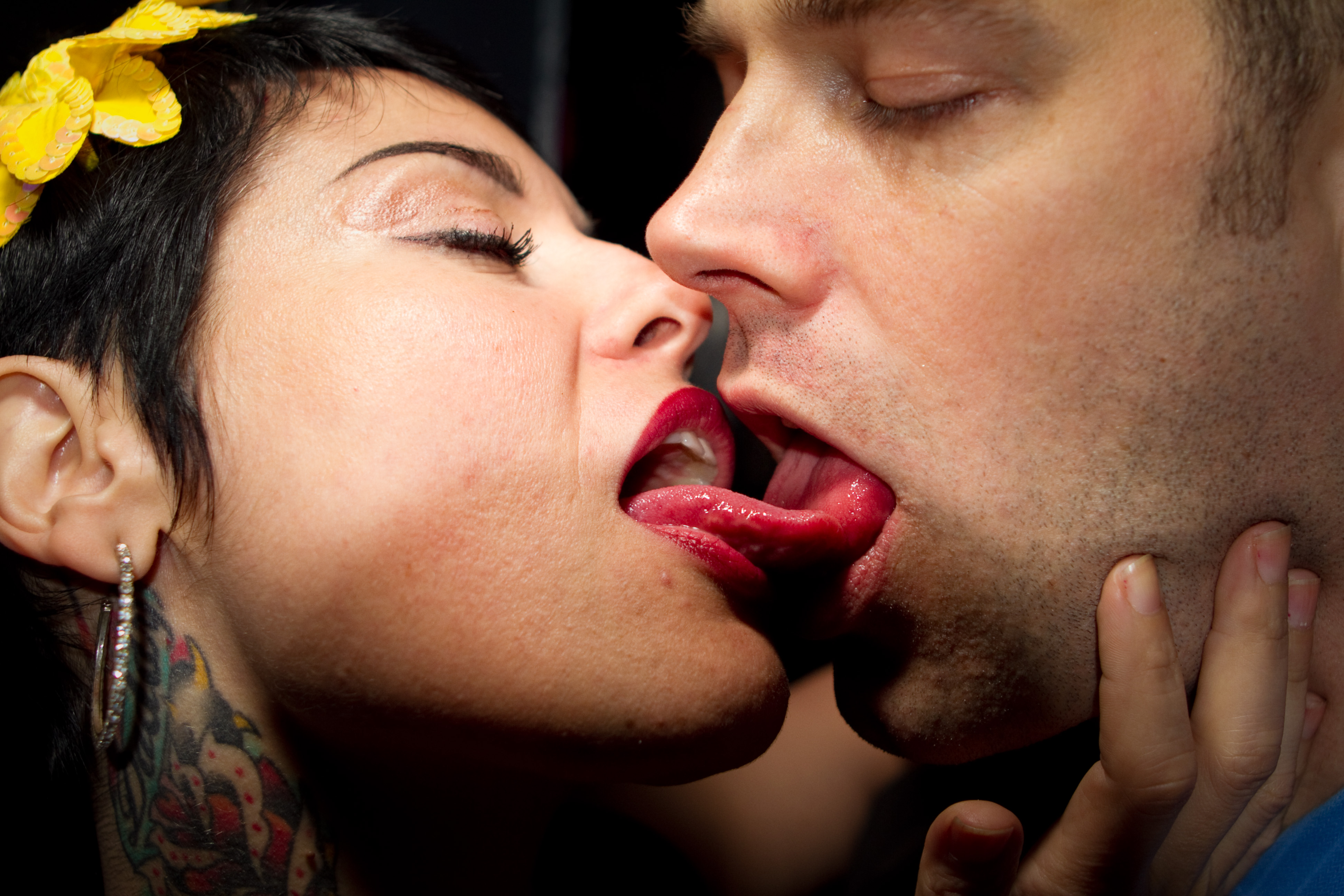
Zungenkuss

Ein Zungenkuss (auch französischer Kuss, florentinischer Kuss oder Seelenkuss) ist ein Kuss, bei dem die Zunge des Partners mit der eigenen Zunge berührt wird. Neben dem Berühren der Zungen kann auch das Saugen an Ober- oder Unterlippe des Partners, wie das Aufeinanderpressen der beiden geöffneten Münder, dazugehören. Häufig sind Zungenküsse Ausgangspunkt weiterer nachfolgender sexueller Handlungen. Neben dem Menschen sind Bonobos und Orang-Utans die einzigen Primaten, bei denen Zungenküsse beobachtet wurden.

### Halskuss
Beim Halskuss wird der Hals geküsst. Halsküsse gelten ebenfalls – wie Zungenküsse – als ziemlich intime Küsse, da sie i. d. R. an erogenen Zonen des Halses gegeben werden, die 90 % der Frauen und auch die meisten Männer am Hals aufweisen.

### Schmerzkuss
Einige Menschen beziehen aus Schmerzen sexuelle Erregung (vgl. BDSM). Bei diesem Kusstyp handelt es sich jedoch nicht um einen Kuss im eigentlichen Sinne, sondern um einen leichten Biss, welcher etwa in die Lippen, den Hals, die Nase oder auf den Nacken erfolgt und unterschiedlich intensive Schmerzreize hervorruft.
Dabei können aber Zwischenformen zum Kuss im eigentlichen Sinne praktiziert werden, sodass also zum Lippen- und evtl. Zungeneinsatz noch die Zähne zum schwächeren oder stärkeren Kneifen oder Knabbern eingesetzt werden.

### Intimkuss
Als Intimkuss werden Küsse auf primäre oder sekundäre Geschlechtsmerkmale und -organe, wie Brustwarze, Penis, Vulva und Anus verstanden. Küsse im Bereich der erogenen Zonen werden meist intensiver wahrgenommen, da diese sexuell erregen können. Intimküsse können als erotisches Vorspiel oder auch als alleinige Form des Oralverkehrs eingesetzt werden.

### Handkuss
Ein Handkuss ist ein vollendeter oder bewusst unvollendeter Kuss auf den Rücken einer vom Adressaten meist eigens dafür hingehaltenen Hand. Er kann unter anderem aus Respekt, Unterwürfigkeit oder Liebe gegeben werden. Entweder verneigt sich der Küssende dabei, wenn er seine Untergebenheit betont, oder nur ein wenig und führt dabei vielmehr die Hand zum Mund, um z. B. zum Flirt den Blickkontakt zu halten.

### Fußkuss

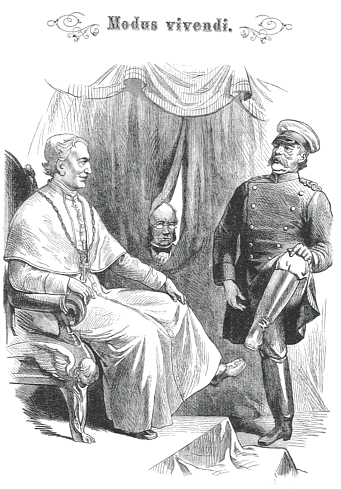
Karikatur von Wilhelm Scholz: Der Papst und der Reichskanzler fordern sich gegenseitig als Zeichen der Unterwerfung zum Fußkuss auf. Bildunterschrift: Pontifex: „Nun bitte, genieren Sie sich nicht!“ Kanzler Bismarck: „Bitte gleichfalls!“. Aus dem Kladderadatsch, Nr. 14/15 (18. März 1878).

Der Fußkuss ist eine historische Geste der Unterwerfung. Er hatte im Mittelalter und bis in die Neuzeit hinein vor allem symbolisch-juristische Bedeutung und ist heute fast gänzlich verschwunden.

### Nasenkuss
In Asien verbreitet ist der Nasenkuss (häufig auch Eskimokuss oder selten Riechgruß oder Schnüffelkuss genannt). Die traditionellen Māori auf Neuseeland begrüßen sich ebenfalls so (siehe: Hongi). Dieses Verhalten ist vom Beschnüffeln des Gegenübers ableitbar. Dass es in der Arktis üblich sei, sich mit der Nase zu küssen, zählt zu den zahlreichen populären Irrtümern über die Eskimos. Damit gemeint ist der sogenannte „Riechgruß“, der keine ethnische Variante des Küssens darstellt, sondern eine Geste eigener Art.
Noch um das Jahr 1900 war der Schnüffelkuss, bei dem Liebende ihre Nasen aneinanderreiben, weiter verbreitet als der Kuss auf den Mund. Bei beiden Kussarten kommen sich die Nasen so nah wie möglich, und bei beiden werden viele Pheromone an den Nasenflügeln gebildet und abgesondert. Da jeder Mensch ein individuelles Geruchsprofil hat, das Informationen etwa darüber enthält, wie das Immunsystem dieses Menschen beschaffen ist, und dieses Geruchsprofil von dem (Nasen-)Kusspartner in der Regel unbewusst wahrgenommen wird, gibt man beim Küssen wie beim Nasenkuss viel mehr von sich preis, als einem bewusst ist.

## Gesellschaftliche Bewertung von Küssen

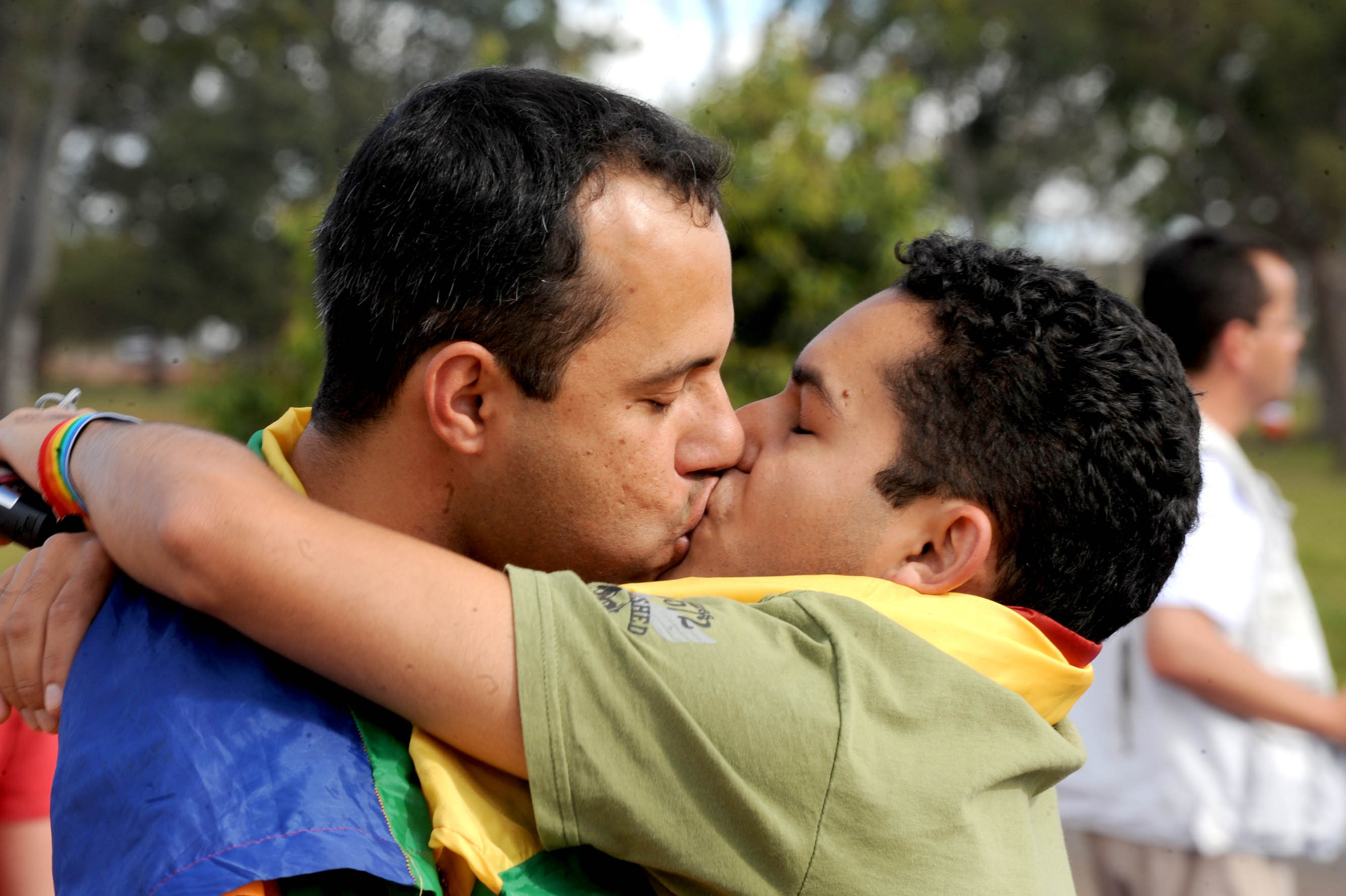
Zwei Männer beim Kuss

Ein Kuss kann je nach dem kulturellen Umfeld und den Umständen als freundschaftliche Geste oder sexuelle Handlung angesehen werden. In vielen nichteuropäischen Ländern werden Küsse in der Öffentlichkeit als Bestandteil des sexuellen Vorspiels gesehen. Insbesondere gelten intensive Zungenküsse als sexuelle Handlung. Da als sündhaft verrufen, galten sie in der Öffentlichkeit und im Film als Tabubruch.
Nach der Morallehre der römisch-katholischen Kirche im 20. Jahrhundert sind „Küsse, die mit Heftigkeit oder längere Zeit oder wiederholt geschehen, ... leicht eine Todsünde. ... Küsse an unehrbaren oder weniger ehrbaren Teilen sind Todsünde. Ebenso sind Zungenküsse gewöhnlich eine Todsünde. ...“.
Inwieweit ein (Zungen-)Kuss eine sexuelle Handlung darstellt, wurde auch in Deutschland juristisch mehrfach geprüft. Demgegenüber stellt der Kuss für viele Menschen die Verbindung zwischen der (rein körperlichen) Sexualität und der partnerschaftlichen oder romantischen Liebe dar, weshalb er in weiten Kreisen der Prostitution als unerwünscht galt und gilt; Küssen wird meistens nicht angeboten und Küsse von Kunden, zumindest in den Bereich von Hals und Gesicht (evtl. abseits von Akkolade zur Begrüßung und/oder zum Abschied), werden in der Regel nicht geduldet.
In den USA kam es 1968 zum ersten Fernsehkuss zwischen Schwarz und Weiß. Dieser Kuss in der Science-Fiction-Serie Raumschiff Enterprise war ein Hinweis auf die Meinungsänderung bei den Filmschaffenden und auf den Beginn der Normalisierung des Verhältnisses zwischen den Bevölkerungsgruppen. Wie bei Film- und Fernsehküssen üblich, verdeckte ein Kopf im letzten Moment die Sicht auf den Kuss.
Viele (südliche) US-Bundesstaaten, in denen weiter Diskriminierung herrschte, untersagten damals eine Ausstrahlung der Folge Plato’s Stepchildren (Platons Stiefkinder).
In fast allen Ländern, auch im vergleichsweise liberalen Europa, kann ein Kuss, je nachdem ob es sich um einen Kuss zwischen gleich- oder gegengeschlechtlichen Partnern handelt, unterschiedlich bewertet werden. Während ein Kuss zwischen Mann und Frau in der Öffentlichkeit, im Film oder anderen Medien, als Austausch von üblichen Zärtlichkeiten, in der Regel nicht besonders beachtet wird, kann ein intensiver gleichgeschlechtlicher Kuss als Tabubruch und sexuell konnotiert betrachtet werden. Gleichgeschlechtliche Partner mussten bei öffentlichen Küssen wiederholt Anfeindungen und sogar gewalttätige Übergriffe erleben.
In Filmen werden Küsse von Schwulen oder Lesben häufig selbst dann nicht gezeigt – die entsprechenden Szenen, oft nach heftigen Protesten diverser, häufig christlich orientierter Gruppierungen herausgeschnitten oder im Zuge einer Selbstzensur gar nicht erst gedreht –, obwohl diese thematisch passend wären. Der Kieler Sozialpsychologe Bernd Simon hat 2006 etwa 900 zwischen 14 und 20 Jahre alte Berliner Gymnasiasten und Gesamtschüler befragt: Fast die Hälfte empfand es als abstoßend, wenn sich Männer in der Öffentlichkeit küssen, wobei die Ablehnung bei den türkischstämmigen Jugendlichen besonders ausgeprägt war.

## Kommunikative Bedeutung des Küssens
Der Kommunikationswissenschaftler Hektor Haarkötter hat in seinem Buch „Küssen. Eine berührende Kommunikationsart“ eine Kommunikationstheorie des Küssens entworfen, die das Phänomen Küssen einerseits von rein biologistischen oder kreatürlichen Interpretationen, andererseits aber auch von einer rein romantisch-sexuellen Interpretation abgrenzt. Für Haarkötter ist Küssen eine sympathetische Form der Körperkommunikation, die durch ihre lange Kulturgeschichte starke Wechsel in ihrem Bedeutungs- und Aussagegehalt durchgemacht hat. Er vergleicht das Küssen mit dem Konzept der Sprachspiele des Philosophen Ludwig Wittgenstein, da es ebenfalls Regelsystemen folgt und seine Bedeutung im Gebrauch konstituiert. Als vielleicht einzige Kommunikationsart, die ausschließlich zu zweit ausgeübt werden kann, prägt Haarkötter unter Rückgriff auf die Dualitätskonzepte von Georg Simmel und Martin Buber für das Küssen den Begriff „Dualog“. In den immer wiederkehrenden kulturellen Konjunkturzyklen des Küssens sieht Haarkötter diese Art der Körperkommunikation heute im Abschwung, ja, er prognostiziert gar das Ende des Küssens: 
„Genderverhältnisse, Missbrauchsängste, Warenförmigkeit, Machtbeziehungen und deren Aufklärung und Bekämpfung durchziehen heute in einer durchsexualisierten Welt den Geschlechterdiskurs und das Liebesleben. Erschwerend kommt hinzu, dass heute keine Nähemedien mehr genutzt werden, sondern Distanzmedien: Wir gehen nicht mehr gemeinsam ins »Cinema«, sondern sitzen isoliert und einsam vor unseren digitalen Endgeräten. Auch das Küssen ist davon massiv betroffen, es hat seine Leichtigkeit verloren und damit auch seine kommunikative Kraft, seine Aussage. Weil das Küssen perdu ist, haben Du und ich vielleicht den Glauben und die Lust an der oder dem anderen verloren. Das Küssen mit all seinen egalitären, nonbinären und demokratischen Konnotationen hätte den Glauben stärken können, dass es ein Gleich und Gleich unter uns Menschen als Partner und Partnerinnen in Zweierbeziehungen, im Dual geben könne. Das Verschwinden des Küssens lässt jene Kräfte wieder stark werden, die für Hierarchien, für Binaritäten und andere Ausschließlichkeiten, für Ungleichheit und schließlich für Totalitarismen stehen. Wo wieder monologisiert wird, ist für den Dualog kein Raum“.

## Kussgelegenheiten

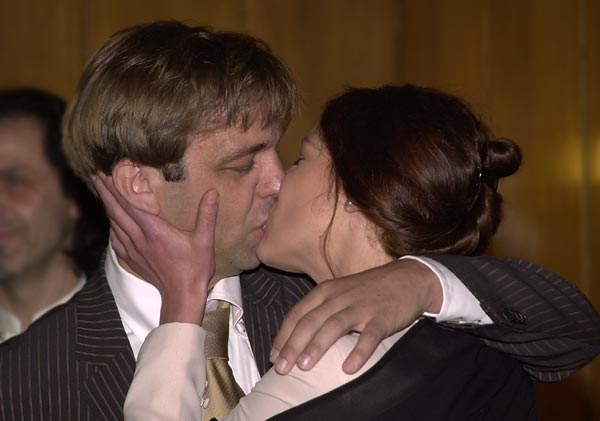
Der Kuss von Frischvermählten als Hochzeitsbrauch

### Hochzeitskuss (Brautkuss)
In einem Teil der Literatur findet sich der Hinweis, dass im Römischen Reich Verlöbnisse mit Umarmung und Mundkuss (osculum) besiegelt wurden. Die Historikerin Karen K. Hersch hat 2010 präzisiert, dass dieser Brauch frühestens unter Kaiser Konstantin nachzuweisen ist und parallel zum Brauch des Händeschüttelns praktiziert wurde. Die Christen übernahmen den Brauch. Aus dem deutschen Mittelalter ist überliefert, dass Verlöbnisse durch Übergabe eines Verlobungsbandes und eines Ringes erfolgten und dann als weitere Zeichen der Besitzergreifung des Mannes durch Kuss und Umarmung besiegelt wurden. Der Historiker Georg Ludwig Kriegk berichtet von einer mittelalterlichen Verlobungszeremonie im Kreise der Verwandten, bei der Braut und Bräutigam gefragt wurden, ob sie einander heiraten wollen, worauf ebenfalls Umarmung und Brautkuss folgten. Im Hochmittelalter ist der formelle Verlobungskuss auch im Westfrankenreich nachweisbar. In Neapel war der vor Zeugen gegebene Verlobungskuss noch im 16. Jahrhundert üblich.
Der besiegelnde Kuss fand auch Eingang in den Trauritus. So wird in der Handschrift C des Nibelungenliedes (13. Jahrhundert) Siegfrieds Hochzeit mit Kriemhild beschrieben: Kriemhild wird von Siegfried umarmt und „nach der Sitte geküsst“.
Im Östlichen Christentum wird das Brautpaar vom Priester am Ende der Trauung dazu aufgefordert, den Bund durch einen Kuss selbst einzuweihen. In den anderen christlichen Konfessionen ist der besiegelnde Kuss vor dem Altar nicht Teil des Trauritus, kann aber im Sinne der Spendung des Ehesakramentes als Symbolisierung des Beischlafs gedeutet werden. Viele Priester erlaubten den Traukuss, wenn er vom Paar gewünscht wurde; andere geben von sich aus Gelegenheit zum Küssen. Umso regelmäßiger fällt der Satz „Sie dürfen die Braut jetzt küssen“ in der standesamtlichen Trauzeremonie.
Bei jüdischen Hochzeiten ist ein Kuss traditionell nicht vorgesehen und gilt sogar als Verstoß gegen den Verhaltenskodex (Zniut). Im Reformjudentum hat sich in Anlehnung an westliche Üblichkeiten heute jedoch der Brauch durchgesetzt, dass das Paar sich nach dem rituellen Zerbrechen des Glases küsst.

### Liebe
Der Kuss auf den Mund, solange er keine ritualisierte Geste aus ideologischen oder politischen Gründen darstellt, ist i. d. R. Ausdruck der zärtlichen, oft partnerschaftlichen Liebe zwischen Menschen, da das Berühren der Lippen, möglicherweise unter Einsatz der Zunge, die körperliche Distanz zwischen Menschen nahezu vollständig aufhebt. Auch zeigt er starke emotionale oder soziale Nähe (Zusammengehörigkeit) an, zeigt unter Umständen einen – gegebenenfalls exklusiven – Anspruch auf die geküsste Person als Sexualpartner an und wird daher mitunter verwendet als Signalisierung, dass eine hohe Intensität der eigenen Beziehung zu dem geküssten – und gegebenenfalls den Kuss erwidernden – Menschen existent ist, entweder signalisiert gegenüber potenziellen Interessenten am eigenen Lebenspartner, also intrasexuellen Konkurrenten, oder – vor allem bei Kindern – gegenüber Konkurrenten um die Aufmerksamkeit, Gunst und Liebe der geküssten oder einen selbst küssenden Person als einer wichtigen Bezugsperson (z. B. die eigene Mutter). Prostituierte bieten daher in der Regel kein Küssen an; respektive sie verwehren sich dagegen, wenn ein Kunde dies tut oder verlangt. Bei vielen afrikanischen Kulturen südlich der Sahara, auf Neuguinea oder in Zentralamerika spielt der mit Liebe und Sexualität verbundene Kuss eher keine Rolle. Im Gegensatz zu manch anderen Kulturkreisen – wie dem islamischen, dem chinesischen und japanischen – gilt es im europäischen Westen und in den nicht-hispanischsprachigen Ländern Nordamerikas heutzutage meist nicht mehr als anstößig, sich in der Öffentlichkeit zu küssen. Doch ein Drittel der befragten Personen einer repräsentativen Umfrage aus Deutschland stört es, wenn Paare vor ihren Augen ständig miteinander turteln (inkl. küssen); v. a. viele geschiedene Menschen sowie Alleinstehende fühlen sich davon schnell genervt, und knapp die Hälfte der 16- bis 29-jährigen Jungen und Männer findet es „etwas peinlich“, wenn sich besonders ältere Menschen küssen oder Zärtlichkeiten miteinander austauschen.
In einigen Ländern ist das öffentliche Küssen unter Erwachsenen verschiedenen Geschlechts, die nicht miteinander verwandt oder verheiratet sind, eine ordnungswidrige oder strafbare Handlung; in einigen wenigen Ländern gilt ein Kussverbot in der Öffentlichkeit sogar generell für strafmündige Menschen, also auch für miteinander verwandte oder verheiratete. In einigen anderen Ländern, US-Bundesstaaten, Distrikten und Ortschaften gelten sehr spezielle oder spezifizierte Verbote bezüglich Küssen.

### Überraschungskuss
Ein Überraschungskuss kann sowohl unter sich liebenden Partnern vorkommen – hierbei wird der Partner geküsst, wenn sich dieser in einer entspannten Situation befindet (etwa beim Schlafen) – als auch spontaner Teil eines Flirts sein, wenn sich die Partner aufgrund einer gemeinsam ausgeführten Tätigkeit körperlich sehr nahe sind, wie beim Tanzen.
In Deutschland erfüllt nach Ansicht einiger Kritiker der Änderung des Sexualstrafrechts 2016 ein Überraschungskuss den damals eingeführten Straftatbestand sexueller Übergriff, da nun das Ausnutzen eines Überraschungsmoments strafbar ist. Strafbar macht sich nach Wortlaut von § 177 Abs. 2 Nr. 3 StGB, „wer sexuelle Handlungen an eine anderen Person vornimmt, wenn […] der Täter ein Überraschungsmoment ausnutzt“. Soweit mangels Erheblichkeit keine sexuelle Handlung vorliegt, kommt seit 2016 eine Strafbarkeit wegen sexueller Belästigung in Betracht, wenn sich die geküsste Person belästigt fühlt.

### Begrüßung und Abschied
Küssen kann auch eine Grußform zwischen Menschen sein. Je nach verschiedener Kultur ist der Begrüßungskuss auf den Familienkreis beschränkt oder wird auch im engeren oder weiteren Bekanntenkreis gepflegt. In Griechenland, Frankreich, Luxemburg, Spanien, Monaco, Andorra, Argentinien, Portugal, Italien, der Türkei, Ungarn, Polen, Serbien, Bosnien-Herzegowina, Kroatien, Slowenien, Österreich, Liechtenstein, Russland und der Schweiz sowie in Teilen Ost- und Süddeutschlands ist es zum Beispiel üblich, Familienmitglieder und Freunde mit einem beso („Küsschen“) bzw. beijo, bacio, bise zu begrüßen und zu verabschieden. Dabei wird typischerweise auf die Wange geküsst („Wangenkuss“). Eine Akkolade (französisch accolade „umarmen“) ist ein angedeuteter Wangenkuss links und rechts. In Ungarn ist die gängige Grußformel der Kinder für Erwachsene csókolom („ich küsse“), eine umgangssprachliche Abkürzung von kezét csókolom („ich küsse Ihre Hand“).
Für Missverständnisse sorgt oft die korrekte Zahl der Wangenküsse. Während in Deutschland oder Italien meist zwei Küsse reichen, wird in der Schweiz oder den Niederlanden bei Begrüßung und Abschied durchgängig ein dritter Kuss erwartet. In Frankreich variiert die Zahl der üblichen Wangenküsse je nach Region zwischen zwei und vier. Der Abschiedskuss kann je nach sozialer Stellung, Enge der Beziehung, Länge der Trennung usw. unterschiedlich erfolgen.

### Verehrung

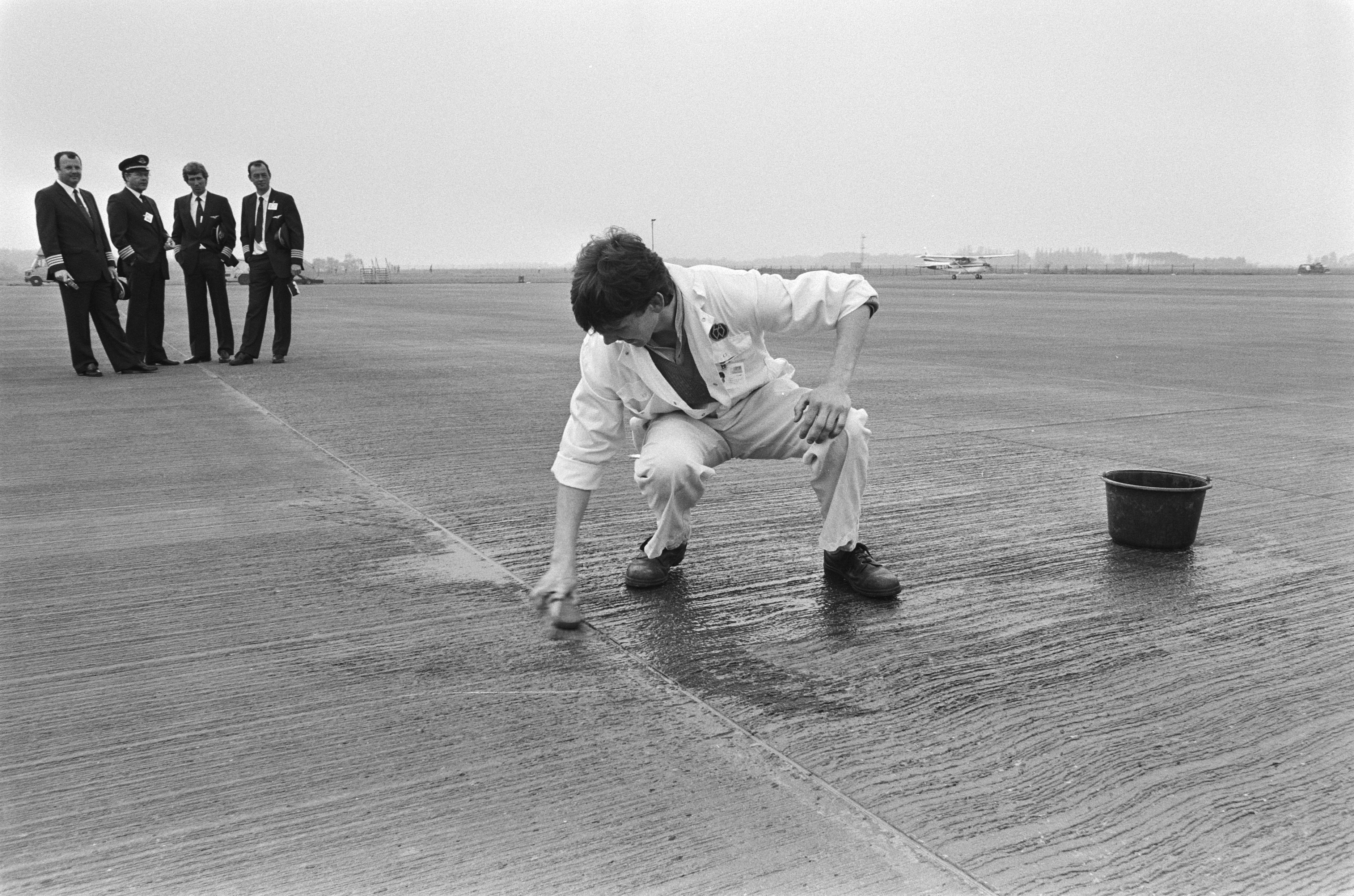
Ein Niederländer schrubbt den Boden an der Stelle, an der Papst Johannes Paul II. den Boden küssen soll (1985)

Auch den Kuss aus Gründen der Ehrerbietung gibt es. Beispiele sind der Handkuss, wobei sich der Mann vor der Dame zum Handkuss respektvoll verneigt oder niederkniet. Noch ehrerbietigere Formen sind der Kuss des Ringes, des Kleidsaumes der Dame oder auch der Fußkuss als Zeichen der absoluten Ergebenheit eines Mannes gegenüber einer Dame, wobei der Mann das Knie vor ihr beugt. Zu nennen ist auch der Kuss eines repräsentativen Symbols (Ring oder Zepter des Herrschers bzw. kirchlichen Würdenträgers). Hier wird der Kuss zu einer symbolischen Handlung. Sehr bekannt sind beispielsweise die Szenen, in denen Papst Johannes Paul II. den Boden küsste, wenn er ein Land zum ersten Mal betrat.
Den Kuss als Zeichen der Verehrung gibt es auch in der christlichen Liturgie; so küsst im katholischen eucharistischen Gottesdienst der Priester zu Beginn der Feier den Altar und nach der Verkündigung des Evangeliums das Evangelienbuch, beide sind Zeichen der Gegenwart Christi. In den orthodoxen Kirchen werden die Ikonen mit einem Kuss verehrt.

### Bruderkuss und „Schwesternkuss“

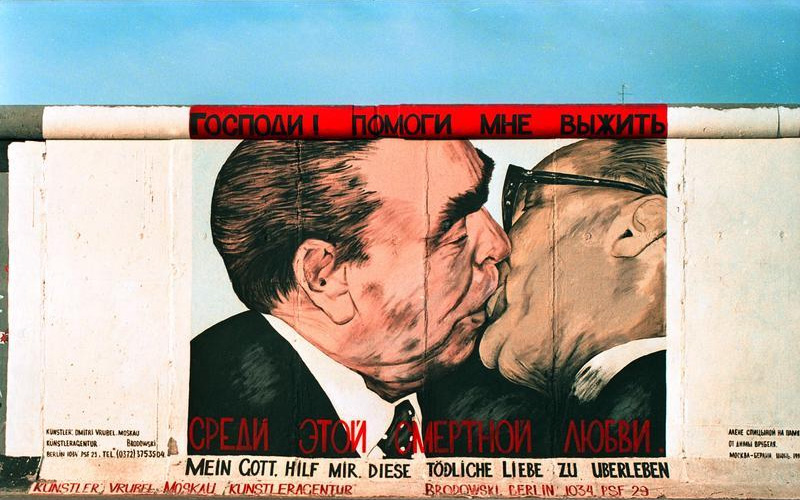
Der Bruderkuss: Darstellung des sozialistischen Bruderkusses zwischen Leonid Breschnew und Erich Honecker (1990 an der Berliner East Side Gallery)

Beispiele für echte Mundküsse sind einerseits der sozialistische Bruderkuss, der vor allem bei Staatsbesuchen oder Parteiversammlungen des damaligen Ostblocks gepflegt wurde.
Daran angelehnt ist der schwule „Schwesternkuss“ als demonstrative Geste, der Szene anzugehören. Weiterhin ist der Schwesternkuss das Symbol für „Auf Leben und Tod – wir halten zueinander“ auf sogenannten Kiss-Ins bei AIDS-Demonstrationen.

### Kussspiele

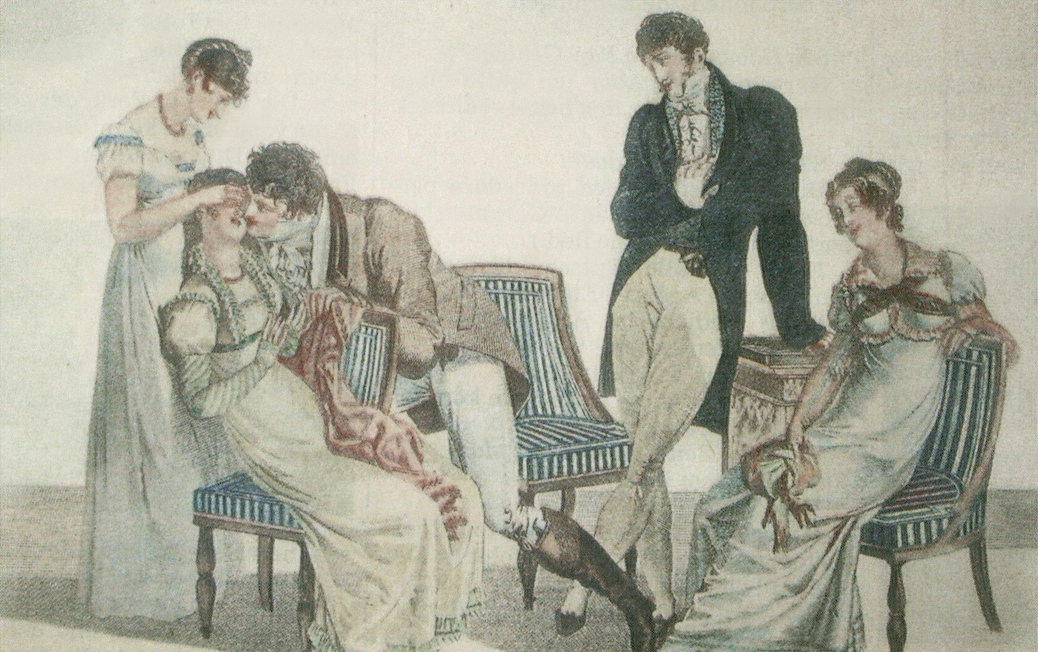
Das Spiel „Küsse(r)raten“ in der Franzosenzeit (Anfang des 19. Jahrhunderts)

Aus der Epoche des Empire haben sich bildliche Darstellungen eines „Küsse(r)raten“ genannten Spiels erhalten, dessen Inhalt unschwer zu erkennen ist: Einer Dame wurden die Augen verbunden, bevor einer der anwesenden Herren zu einem Kuss auf ihren Mund ansetzt, den sie im Folgenden wohl zu identifizieren hatte. Auch heute sind Kuss-Spiele vor allem bei Jugendlichen in der Pubertät als Zeitvertreib auf Partys verbreitet, so zum Beispiel das Flaschendrehen oder Wahrheit oder Pflicht.
Eine spezielle Form des Kussspiels stellt auch die sogenannte Kiss Cam dar, die vor allem in den USA und Kanada bei größeren Sportveranstaltungen zum Einsatz kommt.

### Kuss unter dem Mistelzweig
Zur Weihnachtszeit werden vor allem in westlichen Ländern Mistelzweige als Brauchtum aufgehängt. Stellt sich eine Person darunter, verlangt es der Brauch, diese Person zu küssen.

## Küssen und Gesundheit

Herpes labialis

Dem Psychiater und Neurologen Manfred Spitzer, der Kulturanthropologin Gin Noon Spaulding und anderen Philematologen (Kussforschern) zufolge könne man davon ausgehen, dass die folgenden drei Funktionen zur „Evolution“ des Küssens geführt haben: Beim Küssen kann die Qualität des (potenziellen) Sexualpartners geprüft werden. Beim Küssen wird normalerweise eine sexuelle Erregung durch die Produktion von Sexualhormonen herbeigeführt; bei Frauen zusätzlich evtl. durch „nasses“/feuchtes Küssen mit einem Mann, dessen Testosteron im Speichel durch ihre Schleimhäute aufgenommen wird. Und eine Aufrechterhaltung von sozialer Bindung respektive eine Stärkung des Bindungsprozesses kann beim Küssen gefördert werden, nämlich wenn dabei Endorphine und Hormone, etwa Oxytocin, die Stress abbauen, das soziale Bindungsgefühl steigern und sexuelle Erregung hervorrufen, im (jeweils eigenen) Körper ausgeschüttet werden.
Ein Kuss kann nicht nur liebevoll und sexuell anregend wirken, sondern ist nach Auffassung einiger Mediziner auch gesundheitsfördernd, da er das Herz und das Immunsystem stärken soll. Je nach Kussintensität bewegen sich bis zu 34 Gesichtsmuskeln. Der Körper bildet mehr Hormone (die gegen das Stresshormon Cortisol wirken, sodass Stress vermindert wird), die Atmung und der Herzschlag beschleunigen sich, der Blutdruck und die Temperatur steigen leicht an (während des Küssens). Bei einem Zungenkuss werden viele Bakterien zwischen den beiden küssenden Menschen ausgetauscht. Durch den Kuss kommt man in Kontakt mit neuen Bakterien, gegen die das körpereigene Immunsystem mobilisiert. Beim Küssen werden Neuropeptide produziert, die die natürlichen Killerzellen des eigenen Körpers aktivieren.
Beim Küssen auf den Mund kann es durch Speichelaustausch zur Übertragung von Krankheiten kommen. Durch Speichel übertragbare Krankheiten sind zum Beispiel das Pfeiffer-Drüsenfieber, Herpes, Hepatitis B; auch beispielsweise eine Mandelentzündung und Karies kann man dabei bekommen. Doch Küssen beugt normalerweise der Bildung von Karies und Parodontose eher vor, weil der Speichelfluss angeregt wird und der Speichel antimikrobielle Enzyme enthält. Es ist die Existenz mehrerer Faktoren vonnöten, um Karies zu bekommen, etwa Zahnbelag und eine mangelnde Zahnhygiene (bei sich selbst). Küssen stellt jedoch kein erkennbares Risiko für die Übertragung von HIV dar, solange die geküsste Haut und die Schleimhäute keine offenen Wunden haben; ansonsten kann Blut (sowie durch die Vermischung mit dem Blut auch nicht mehr – oder zumindest nicht mehr ausreichend – hypertoner und somit nicht mehr ausreichend virusinaktivierender Speichel) mit infektionsfähiger HIV-Last in die Blutbahn der bis dahin nicht HIV-infizierten Person gelangen.
Ein Knutschfleck ist ein Bluterguss, der beim Küssen entstehen kann. In sehr seltenen Fällen, besonders bei bestehender Gefäßerkrankung, kann er zu einem Schlaganfall und dadurch auch zum Tod führen.
Es gibt Indizien dafür, dass Begrüßungsrituale mit Kuss oder Wangenkuss einen Einfluss auf die COVID-19-Pandemie in den jeweiligen Ländern (zum Beispiel in Frankreich oder in der Schweiz) hatten.
Philemaphobie bezeichnet die (pathologische) Angst vor Küssen.

## Sonstiges
- Der 6. Juli ist der jährliche Internationale Tag des Kusses. Angeblich wurde der Aktionstag im Jahr 1990 in Großbritannien etabliert.[12][83]
- Zwei Drittel aller Menschen neigen beim Küssen ihren Kopf nach rechts.[84][85] Diese Präferenz verschiebt sich in besonders emotionalen Situationen allerdings nach links.[86]
- Der längste Kuss der Welt fand vom 12. bis zum 14. Februar 2013 statt (Guinness-Rekord). Er dauerte 58 Stunden, 35 Minuten und 58 Sekunden (Stand: Juli 2019).[14]
- Der Kussrekord innerhalb einer Minute liegt bei 258 Küssen. Er wurde im Jahr 2012 erzielt. (Stand: Juli 2019)[14]
- Der längste Filmkuss fand im Film Kids in America von 2005 statt und dauert 5 Minuten und 43 Sekunden und wurde ausgetauscht zwischen Gregory Smith und Stephanie Sherrin (im Film Holden Donovan und Charlotte Pratt). Er ist ganz am Ende des Filmes im Abspann zu sehen und beginnt bei 1:20:47 und endet bei 1:26:30. Davor hielt den Rekord der Film You’re In The Army Now (Der Schrecken der 2. Kompanie) von 1941, in dem Jane Wyman und Regis Toomey für 3 Minuten und 5 Sekunden küssen, womit der Film gegen die Zensurvorschrift von 1922 verstieß, die nur einen maximal drei Sekunden dauernden Kuss im Film erlaubte.
- Den ersten Kuss in einem Film gab es in The Kiss (Der Kuss) im Jahre 1896.[87]
- Das Gänseliesel von Göttingen gilt als meistgeküsste Mädchenstatue weltweit (Brunnenfigur, Studentenbrauch).

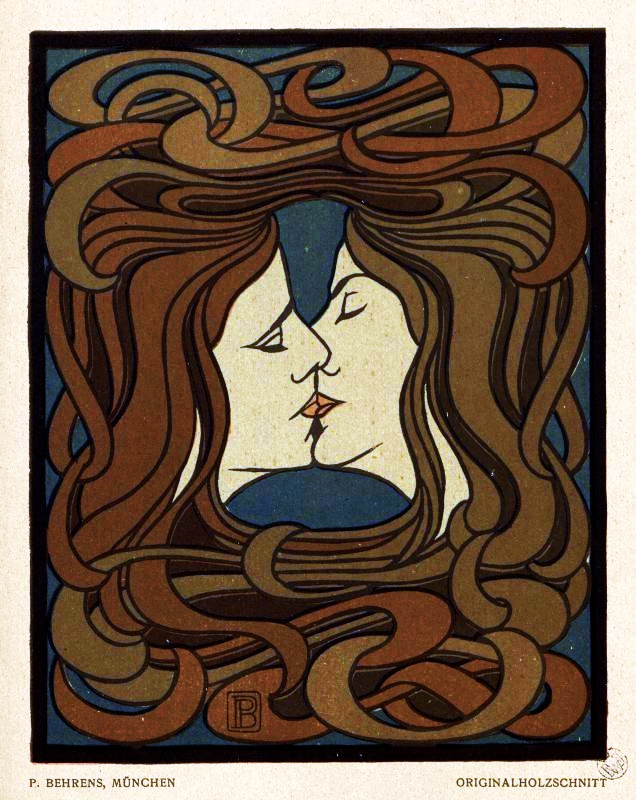
Der Kuss, Jugendstil-Illustration von Peter Behrens in der Zeitschrift Pan, 1898